# ニューテック (情報機器)
株式会社ニューテック（英文社名: Newtech Co., Ltd.）は東京都港区に本社を置く電子機器メーカーで、主にコンピュータの周辺機器を開発・製造・販売している。

## 概要
独立系のストレージメーカーである。
自社開発のRAID製品Supremacyシリーズを中心に、RAID、NASなどのストレージ製品や、監視カメラやリッチコンテンツ及びHPC向けにストレージとサーバを組み合わせたソリューションを展開している。産業用システム向けの組み込み用ミラーリングコントローラ、RAIDコントローラ、あるいはアプライアンス向けの小型ストレージサーバーなどもOEM向けで販売している。
自社製品用RAIDコントローラを開発していた時期があり、RAIDコントローラ、サーバーハードウエア及びソフトウエアを販売を行っている。製造に関しては工場を持たず、中国メーカー製造製品を社内で最終検査し、出荷している。販売は主に教員関係である。特に北海道・東北関係に強い。
OEM向けミラー製品に関しては国内の大手FAコンピュータメーカで採用された実績がある。

## 主力製品・事業
- ストレージ製品
  - RAID製品
    - SupremacyⅢシリーズ

  - NAS製品
    - ZettaSuite
    - Cloudy NASシリーズ
    - Nessシリーズ

  - 監視カメラレコーダー
    - Vess Aシリーズ

  - USB製品
    - Qboxシリーズ
- サーバ製品
  - Cloudy サーバ
  - Cloudy DP
- OEM製品
  - OEM向けミラーカード・ミラードライブ
    - Kite ミラーリングカード
    - Meisterシリーズ

  - OEM向けNAS・エッジサーバ
- GPU
- ストレージ関連商品
  - ファイバチャネルスイッチ・ケーブル・HBA
  - 広帯域イーサネットスイッチ・ケーブル・NIC
  - インフィニバンドスイッチ・ケーブル
  - UPS
  - 各種テープ装置
  - バックアップソフトウエア
- サービス・サポート
  - オンサイト保守サービス
  - 導入・設置サービス
  - データ消去サービス

## 主要事業所
- 本社 - 東京都港区浜松町二丁目7番19号 KDX浜松町ビル
- 大船テクノセンター（出荷） - 神奈川県鎌倉市山崎1085-1

## 沿革
- 1984年（昭和59年）9月 - 東京都文京区湯島聖堂前のUビル
- 1986年（昭和61年）5月 - Apple II互換パソコン用基板・ケース・サブ基板を発売
- 1987年（昭和62年）5月 - NEC PC9800パソコン用フロッピードライブ・ハードディスク機器の販売開始
- 1993年（平成5年）2月 - 八王子商品センターを開設
- 1999年（平成11年）1月 - 本店を東京都港区の（株）カナモトのビルに移転
- 2000年（平成12年）1月 - （株）カナモトの所有の倉庫を借りて大船テクノセンターを設立
- 2002年（平成14年）7月 - 日本証券業協会へ株式を店頭登録
- 2002年（平成14年）11月 - ISO9001認証取得
- 2004年（平成16年）10月 - 自社開発RAIDコントローラを搭載した「Evolutionシリーズ」を販売開始
- 2004年（平成16年）12月 - 日本証券業協会への店頭登録を取り消し、ジャスダック証券取引所へ株式を上場、ISO14001認証取得
- 2005年（平成17年）5月 - 「EvolutionIIシリーズ」を販売開始
- 2006年（平成18年）8月 - 「EvolutionII SATA NAS/GS」を販売開始
- 2007年（平成19年）5月 - ストレージの保守・導入を行う新会社「株式会社ITストレージサービス」を株式会社キングテックと共同出資で設立
- 2007年（平成19年）12月 - VMware社のTechnology Alliance Partner(TAP) として登録
- 2008年（平成20年）1月 - ISO/IEC 27001:2005認証取得
- 2008年（平成20年）7月 - 「Supremacy NAS」を販売開始
- 2008年（平成20年）12月 - 本店を東京都港区浜松町の現在地に移転
- 2009年（平成21年）9月 - 高性能小型ストレージサーバ「NAPシリーズ」を販売開始、インターネットサービス事業者の株式会社エアネットに資本参加
- 2010年（平成22年）4月 - ジャスダック証券取引所と大阪証券取引所の統合に伴い大阪証券取引所JASDAQ市場に上場
- 2010年（平成22年）5月 - 新設計コントローラを搭載したRAID製品「SupremacyIIシリーズ」を販売開始、OEM向けミラーカード製品「NRC-HM302」を出荷開始
- 2011年（平成23年）4月 - 「SupremacyII NAS」を販売開始
- 2014年（平成26年）5月 -　PROMISE Technology,Inc(本社:台湾)と戦略的な協業に合意
- 2017年（平成29年）3月 -　保守委託会社「株式会社ITストレージサービス」への100％出資による完全子会社化
- 2017年（平成29年）4月 -　世界初のNCQと三重化に対応したSATAミラーリングカード「KITE」シリーズを販売開始
- 2018年（平成30年）5月 -　NVIDIA社のプリファードパートナーとなりGPU搭載の「Cloudy-DPシリーズ」販売開始
- 2019年（平成31年）2月 -　ハイエンドNAS「ZettaSuite」の販売開始

## 関係会社
- 株式会社ITストレージサービス（関連会社）

## 所属団体
Peripheral Component Interconnect Special Interest Group (PCI-SIG)
一般財団法人 VCCI協会
一般社団法人ストレージネットワーキング・インダストリ・アソシエーション日本支部（略称：SNIA-J）個人会員